# Gaspar Garrone
Gaspar Garrone  (Córdoba, 1 de agosto del 2000) es un jugador argentino miembro del equipo nacional de hockey 5 masculino, se destacaron en tercer puesto en los Juegos Olímpicos de la Juventud 2018. El delantero pertenece al club Universitario de Córdoba.

## Carrera deportiva
En lo largo de su trayectoria recibió varias medallas junto a su equipo. 
- 2013: Medalla de bronce, seleccionado Caballeros sub-14 de Córdoba en el Campeonato Argentino.[2]
- 2016: Medalla de plata, Seleccionado Caballeros Sub-16 de Córdoba en el Campeonato Argentino.[3]
- Semifinalista del Campeonato Argentino Sub-21, en el Seleccionado masculino de Córdoba.[4]
- Subcampeones del Campeonato Argentino Sub, en el Seleccionado masculino de Córdoba.[5]

| Instancia         | vs.       | Resultado | Goles |
| ----------------- | --------- | --------- | ----- |
| Fase de grupo     | Zambia    | 6-2       | 0     |
| Fase de grupo     | Vanuatu   | 18-0      | 2     |
| Fase de grupo     | Polonia   | 5-2       | 1     |
| Fase de grupo     | Malasia   | 4-2       | 0     |
| Fase de grupo     | México    | 3-0       | 1     |
| Cuartos de final  | Bangladés | 5-0       | 0     |
| Semifinal         | India     | 1-3       | 0     |
| Medalla de bronce | Zambia    | 4-0       | 0     |